# Alfonso Téllez de Meneses (m. 1230)
Alfonso Téllez de Meneses (c. 1161-1230), ricohombre de Castilla, continuador de la rama principal de la Casa de Meneses, fue el conquistador de Alburquerque y de la comarca extremeña de La Siberia, incluidos Herrera del Duque y los castillos de Cañamero y Muro, de importancia estratégica en el control de la cuenca del Guadiana. Fue segundo señor de Meneses y primero de Alburquerque por su segundo matrimonio. Ejerció el gobierno de varias tenencias, entre ellas, Cea, Grajal, Cabezón, compartió la de Carrión con Gonzalo Rodríguez Girón y también gobernó Madrid. Tuvo propiedades, heredadas o gracias a mercedes reales en Montalbán, Tudela de Duero, Villalba de los Alcores y varios lugares en Tierra de Campos. Fue el fundador del monasterio cisterciense de Santa María de Palazuelos.

## Orígenes familiares
Fue hijo de Tello Pérez de Meneses, primer señor de Meneses, dominante en Tierra de Campos y en Cea, y de Gontrodo García, del linaje de los Flaínez como bisnieta de Martín Flaínez, hija de García Pérez, tenente en Cea, quien se distinguió en la toma de Baeza y Almería, y de Teresa Pérez, fundadores del monasterio cisterciense femenino de Santa María la Real en Gradefes donde Teresa profesó después de enviudar y llegó a ser abadesa.

## Vida
En 1209 el rey Alfonso VIII de Castilla cedió a Alfonso Téllez de Meneses la villa que se llama de Montalbán «os doy y concedo a vos y a vuestros sucesores la predicha villa, con sus términos toda íntegra, sin retención alguna...».

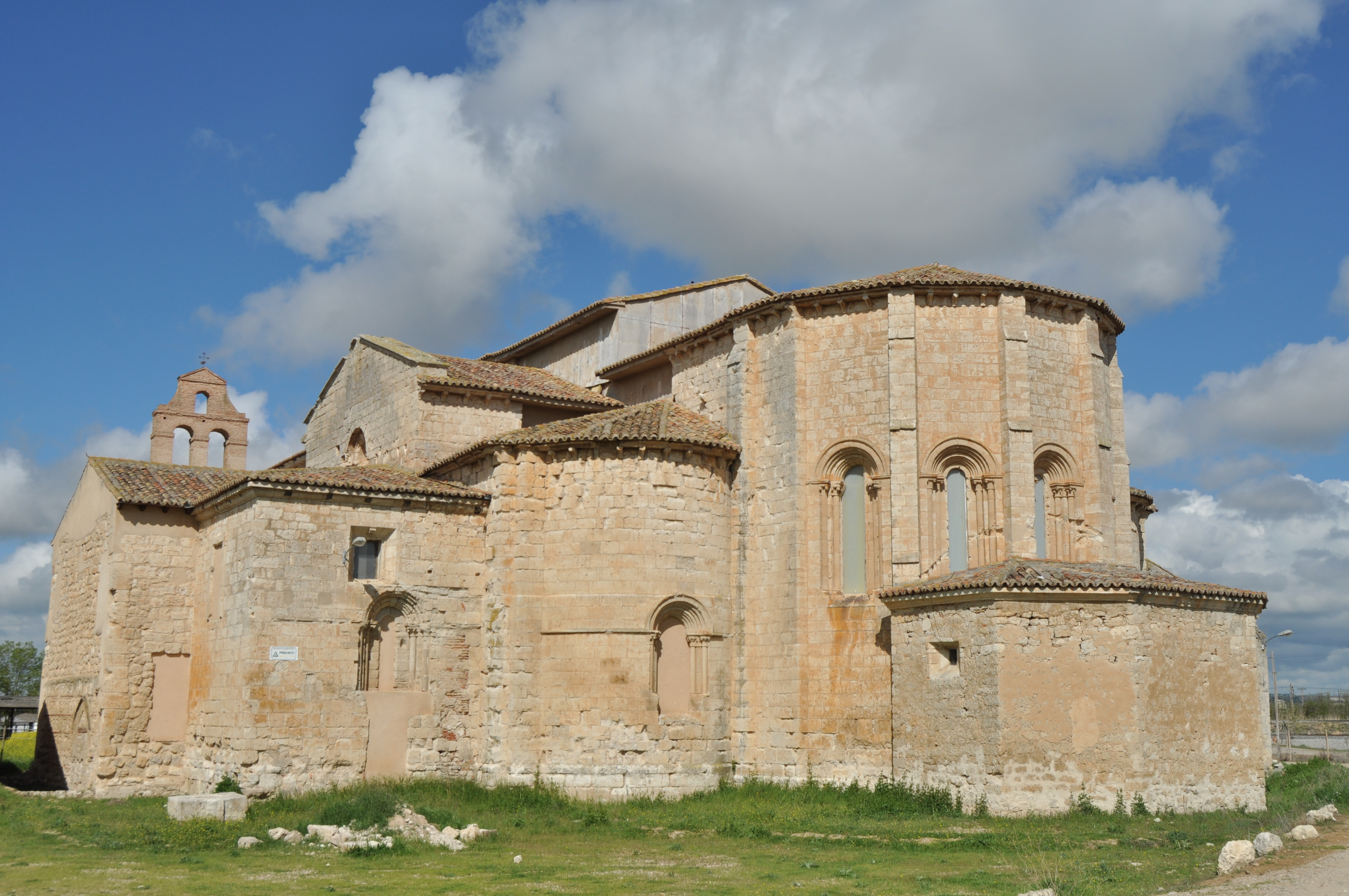
Monasterio de Santa María de Palazuelos (Corcos del Valle, Valladolid), fundado por Alfonso Téllez de Meneses

En 1210 el rey también le donó las aldeas y castillos de Dos Hermanas (Navahermosa) y Malamoneda, segregándolos de la jurisdicción del Temple. En estos tiempos, también regentaba Portillo en nombre de su pariente el conde Ermengol VIII de Urgel, fallecido en 1209.
Repobló las tierras del Guadiana y probablemente tuvo una relación estrecha con la Orden de Calatrava. Tuvo un ejército a su cargo de mercenarios ultramontanos y el 22 de febrero de 1211 aparece en un documento de la orden junto con su primera esposa, Elvira, haciendo una permuta de su villa de Vilches con un caballero inglés llamado Roberto Wallas, por unas tierras en Malamoneda.
Participó en la Batalla de las Navas de Tolosa que se libró el 16 de julio de 1212 junto con sus cuñados Gonzalo, Rodrigo, Pedro, Nuño, y Álvaro Rodríguez Girón, así como sus tres hermanos, García, Suero, y Tello Téllez de Meneses, obispo de Palencia.
El 28 de julio de 1213 el monarca Alfonso VIII, junto con la reina Leonor y su hijo Enrique, entregaba la villa de Palazuelos a Alfonso Téllez de Meneses y este, a su vez, tres días después, el 1 de agosto y estando en Palencia, donaba la propiedad a la comunidad cisterciense en Valvení. En 1216 se comenzó a construir el monasterio de Palazuelos, de estilo románico, que se convirtió, una vez finalizada las obras a mediados del siglo xiii, en la cabeza del Císter en Castilla.
En febrero de 1216, participó en Valladolid en una curia extraordinaria junto con otros magnates castellanos como Lope Díaz de Haro, señor de Vizcaya, Gonzalo Rodríguez Girón, y Álvaro Díaz de Cameros quienes con el apoyo de Berenguela, acordaron hacer frente común ante Álvaro Núñez de Lara, regente del reino y tutor del joven rey Enrique después de la muerte de su padre Alfonso VIII de Castilla. Alfonso Téllez desempeñó un papel importante durante este periodo de la regencia que enfrentó a dos de las casas nobiliarias más importantes del reino, la de Castro y Lara así como en la crisis sucesoria después de la temprana y accidental muerte del rey Enrique en 1217.
El rey Sancho I de Portugal había donado la villa de Alburquerque a su hija Teresa Sánchez como parte de su dote para su matrimonio con Alfonso quien debía conquistar y poblar dicha villa. Alrededor de 1218 y después de conquistar Alburquerque, Alfonso construyó un castillo y en 1225, el papa Honorio III emitió una bula pontificia dirigida a la Orden de Santiago donde pedía que sus caballeros defendieran la plaza en caso de que los sarracenos la sitiaran.
En 1226, fundó un hospital «para la redención de los cautivos» en Talavera. Estipuló que, en caso de no haber cautivos, el hospital debería ser destinado para el «uso y alimento de los pobres». Después encomendó la administración del hospital a la Orden de Santiago.
Falleció en 1230 acompañando a Fernando el Santo cuando fue coronado rey de León, año en que se unieron ambas coronas tras la muerte del rey Alfonso IX. Recibió sepultura en el monasterio de Santa María de Palazuelos que había fundado. El epitafio copiado por Gonzalo Argote de Molina en la iglesia del monasterio rezaba: 
OBIIT ALPHONSUS TELLI/NOBILIS AMATOR TOTIUS BONITATIS/FACTOR ISTIUS MONASTERII/ERA MCCLXVIII

## Matrimonios y descendencia
Contrajo dos matrimonios; el primero con Elvira Rodríguez Girón (m. después del 22 de febrero de 1211), hija de Rodrigo Gutiérrez Girón, quien llevó en dote, Montealegre, Tiedra y San Román. De este matrimonio nacieron:
- Tello Alfonso de Meneses,[11] III señor de Meneses, cantado en los antiguos romances por su defensa de Martos y Córdoba. Falleció antes que su hermano Alfonso a quien dejó al frente del gobierno de Córdoba y del señorío de Meneses.[21]
- Alfonso Téllez de Meneses[11] (fallecido ca. 1257), IV señor de Meneses, quien casó con María Yáñez de Limia, hija de Juan Fernández, tenente en Limia y Monterroso, y María Páez de Ribeira.[f] Alfonso y María fueron padres de tres hijos, entre ellos, Mayor Alfonso de Meneses, la mujer del infante Alfonso de Molina,[22] y madre de la reina María de Molina y del hermano de esta, Alfonso Téllez de Molina, alférez real y señor de Meneses.
- Mayor Alfonso (m. después de febrero de 1259),[13][11] casada con Rodrigo Gómez de Traba, hijo de los condes Gómez González de Traba y Elvira Pérez. Su sobrina, María Méndez, la menciona el 14 de febrero de 1259 cuando hace una donación a la Orden de Santiago: et si yo donna María Méndez venciere de días a mi tía donna Mayor Alfonso do vos e otórgovos lo de Villoria que me ella a de dar después de sus días...
- Teresa Alfonso,[11][13] casada con Menendo González de Sousa y padres de María Méndez de Sousa que casó con Martín Alfonso, hijo bastardo del rey Alfonso IX de León y de Teresa Gil de Soverosa.[13]

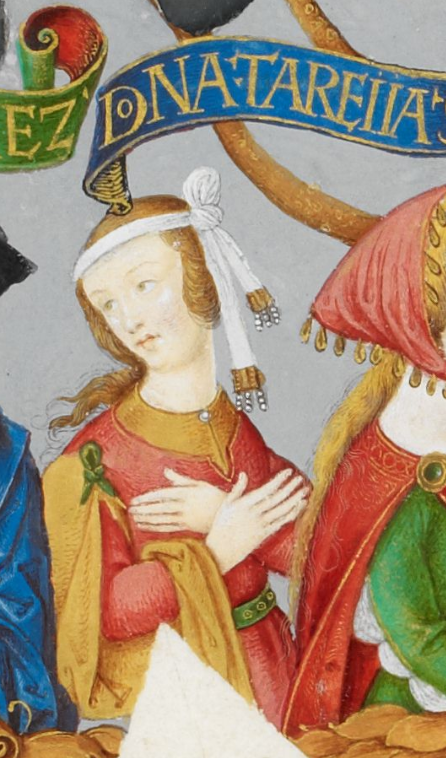
Su segunda mujer Teresa Sánchez de Portugal, hija ilegítima del rey Sancho I, retratada por Antonio de Holanda en el libro "Genealogia dos Reis de Portugal" (c. 1530), British Library, Londres.

Se casó por segunda vez entre febrero de 1211, año en que falleció su primera esposa Elvira, y antes de julio de 1213 cuando ya aparece casado con Teresa Sánchez (m. 1230), hija natural de Sancho I de Portugal y de María Páez de Ribeira «la Ribeiriña»,  que luego fue la esposa de Juan Fernández, tenente en Limia y Monterroso. Teresa recibió en dote de su padre Vila do Conde con Pousadela y Parada. Probablemente Alfonso obtuviera el señorío de Alburquerque merced a su segundo matrimonio con Teresa, ya que dicho señorío pasó a los hijos del segundo matrimonio mientras que el señorío de Meneses pasó a su primogénito, Tello, hijo de su primera mujer. Los hijos del segundo matrimonio fueron:
- Juan Alfonso de Meneses (m. en 1268), casado con Berenguela o Elvira González Girón.[17][25] Fue alférez mayor del rey Alfonso III de Portugal, pertiguero mayor de Santiago y abuelo de Juan Alfonso Téllez de Meneses, primer conde de Barcelos.[26][i]
- Martín Alfonso de Meneses, fallecido entre el 15 de junio de 1285, cuando otorgó testamento,[28] y marzo de 1287 cuando sus testamentarios cumplen sus mandas. En su testamento se declaró hijo de Alfonso y Teresa y menciona a su mujer Mencía, su hermana María Alfonso, así como a sus cinco hijos: Teresa, María, Alfonso, Velasco, y Gil Martínez.[j]
- Alfonso Alfonso de Meneses «Tizón»,[13] (m. después de 1257) fue un ricohombre en la corte de Alfonso III de Portugal. En 1257, junto con su hermano y tía, Constanza Sánchez, demandaron al monarca sobre los bienes de su abuela, María Páez de Ribeira. Casó con Mayor González Girón con quien tuvo una hija, además de un hijo natural de madre desconocida.[14] La hija fue María Alfonso de Meneses, señora de Ucero por su primer esposo, Juan García de Ucero. Fue amante del rey Sancho IV de Castilla con quien tuvo a Violante Sánchez de Castilla.[14]
- María Alfonso, mencionada en el testamento de su hermano Martín, fue abadesa en el monasterio de Santa María la Real de Gradefes fundado por su bisabuela Teresa Pérez.[27]